# گری (مینه‌سوتا)
گری، مینه‌سوتا (به انگلیسی: Gary, Minnesota) یک شهر در ایالات متحده آمریکا است که در شهرستان نورمن، مینه‌سوتا واقع شده‌است.

## خصوصیات
گری ۰٫۸۵ کیلومترمربع مساحت و ۲۱۴ نفر جمعیت دارد و ۳۳۵ متر بالاتر از سطح دریا واقع شده‌است.

## تاریخچه
گاری در سال 1883 بنیان گذاشته شد و به نام گرت ال. تورپ ، بازرگان پیشگام نامگذاری شد.   از سال 1887 یک اداره پست در گاری فعالیت می کند.